# Tasha Page-Lockhart
Tasha Page-Lockhart, pseudonimo di Natasha Marie Page (Detroit, 21 marzo 1983), è una cantautrice statunitense.

## Biografia
Figlia di Lisa Page Brooks, componente del gruppo gospel Witness, Tasha Page-Lockhart è salita alla ribalta nel 2013, quando ha vinto la sesta edizione di Sunday Best. Il suo album di debutto Here Right Now è stato pubblicato l'anno successivo e si è piazzato alla 3ª posizione della Gospel Albums e all'87ª della Billboard 200. Nel 2016 ha avuto il ruolo di Netta in uno spettacolo creato da Tyler Perry. Il suo secondo disco, The Beautiful Project, è uscito nel 2017. Nel 2021 ha ottenuto la sua prima numero uno nella classifica radiofonica Gospel Airplay grazie a Beautiful Savior, interpretata in collaborazione con Bryan Popin.
Ai Stellar Awards 2015 la cantante è stata candidata in quattro categorie, vincendo come Nuova artista dell'anno. Alla medesima premiazione ha trionfato nel 2019 come Cantante femminile contemporary dell'anno.

## Discografia

### Album in studio
- 2014 – Here Right Now
- 2017 – The Beautiful Project

### Singoli

#### Come artista principale
- 2014 – Different
- 2014 – Fragile
- 2020 – Why Not Me

#### Come artista ospite
- 2015 – It's Time (Kirk Franklin feat. Tasha Page-Lockhart e Zacardi Cortez)